# Inline-Speedskating-Weltmeisterschaften 1994
Die Inline-Speedskating-Weltmeisterschaften wurden im französischen Gujan-Mestras ausgetragen. Seit 1994 wird nicht mehr jährlich zwischen Bahn- und Straßen-Kurs gewechselt. Die Bahn-Wettkämpfe fanden vom 22. bis 24. August 1994 und die Straßen-Wettkämpfe vom 26. bis 28. August 1994 statt.

## Frauen
| Distanz                | Gold                                                       | Silber                                                   | Bronze                                           |
| Bahn                   | Bahn                                                       | Bahn                                                     | Bahn                                             |
| ---------------------- | ---------------------------------------------------------- | -------------------------------------------------------- | ------------------------------------------------ |
| 300 m Einzelsprint     | Gypsy Lucas                                                | Valerie Dieumegard                                       | Nora Vega                                        |
| 500 m Sprint           | Cheryl Ezzell                                              | Gypsy Lucas                                              | Valerie Dieumegard                               |
| 1500 m Sprint          | Vicci King                                                 | Elisabetta Giorgini                                      | Debby Ann Tilling                                |
| 5000 m Punkte          | Vicci King                                                 | Sandrine Plu                                             | Debby Ann Tilling                                |
| 10000 m Ausscheidung   | Theresa Cliff                                              | Debra Beveridge                                          | Rosana Sastre                                    |
| 5000 m Staffel         | Vereinigte Staaten Theresa Cliff Cheryl Ezzell Gypsy Lucas | Australien Debra Beveridge Desley Hill Debby Ann Tilling | Deutschland Michaela Heinz Grit Lange Anne Titze |
| Straße                 |                                                            |                                                          |                                                  |
| 300 m Einzelsprint     | Nora Vega                                                  | Desley Hill                                              | Sheila Herrero                                   |
| 500 m Sprint           | Desley Hill                                                | Heather Laufer                                           | Eva Maria Richardson                             |
| 1500 m Sprint          | Sheila Herrero                                             | Eva Maria Richardson                                     | Heather Laufer                                   |
| 5000 m Punkte          | Sheila Herrero                                             | Sandrine Plu                                             | Debby Ann Tilling                                |
| 10000 m Ausscheidung   | Theresa Cliff                                              | Debra Beveridge                                          | Rosanna Saitta                                   |
| Langstrecke            |                                                            |                                                          |                                                  |
| 21097,5 m Halbmarathon | Heather Laufer                                             | Sandrine Plu                                             | Debby Ann Tilling                                |

## Männer
| Distanz              | Gold                                                      | Silber                                                | Bronze                                              |
| Bahn                 | Bahn                                                      | Bahn                                                  | Bahn                                                |
| -------------------- | --------------------------------------------------------- | ----------------------------------------------------- | --------------------------------------------------- |
| 300 m Einzelsprint   | Tony Muse                                                 | Mickael Bolivard                                      | Brayden Jones                                       |
| 500 m Sprint         | Derek Parra                                               | Tony Muse                                             | Mickael Bolivard                                    |
| 1500 m Sprint        | Chad Hedrick                                              | Tony Muse                                             | Pascal Gravouil                                     |
| 10000 m Punkte       | Martin Escobar                                            | Derek Parra                                           | Arnaud Gicquel                                      |
| 20000 m Ausscheidung | Dante Muse                                                | Chad Hedrick                                          | Arnaud Gicquel                                      |
| 10000 m Staffel      | Australien Brayden Jones Christopher Luxton Glen Margetts | Vereinigte Staaten Chad Hedrick Tony Muse Derek Parra | Belgien Nico Briffaerts Wouter Heytens Davy Willems |
| Straße               |                                                           |                                                       |                                                     |
| 300 m Einzelsprint   | Tony Muse                                                 | Derek Parra                                           | Franck Tarray                                       |
| 500 m Sprint         | Tony Muse                                                 | Franck Tarray                                         | Anthony Dodd                                        |
| 1500 m Sprint        | Derek Parra                                               | Arnaud Gicquel                                        | Dirk Breder                                         |
| 10000 m Punkte       | Martin Escobar                                            | Derek Parra                                           | Arnaud Gicquel                                      |
| 20000 m Ausscheidung | Arnaud Gicquel                                            | Dante Muse                                            | Martin Escobar                                      |
| Langstrecke          |                                                           |                                                       |                                                     |
| 42195 m Marathon     | Derek Parra                                               | Arnaud Gicquel                                        | Martin Escobar                                      |